# Вознесенка (Иглинский район)
Вознесенка (баш. Вознесенка) — деревня в Иглинском районе Республики Башкортостан Российской Федерации. Входит в состав Ауструмского сельсовета.

## География

### Географическое положение
Расстояние до:
- районного центра (Иглино): 45 км,
- центра сельсовета (Ауструм): 10 км,
- ближайшей ж/д станции (Тавтиманово): 22 км.

## Население
| 2002 | 2009 | 2010 |
| ---- | ---- | ---- |
| 7    | ↘3   | ↗4   |

Национальный состав
Согласно переписи 2002 года, преобладающие национальности — башкиры (57 %), белорусы (43 %).